# Berdicë
Berdicë è una frazione del comune di Scutari in Albania (prefettura di Scutari).
Fino alla riforma amministrativa del 2015 era comune autonomo, dopo la riforma è stato accorpato, insieme agli ex-comuni di Ana e Malit, Dajç, Gur i Zi, Postribë, Pult, Rrethinat, Shalë, Scutari, Shosh e Velipojë a costituire la municipalità di Scutari.

## Località
Il comune era formato dall'insieme delle seguenti località:
- Berdice e Madhe
- Berdice e Mesme
- Berdice e Siperme
- Trush
- Beltoje
- Mali Hebe